# اکتی
اکتی (به لاتین: Aketi) یک منطقهٔ مسکونی در جمهوری دموکراتیک کنگو است که در استان اورینتال واقع شده‌است.

## خصوصیات
اکتی ۳۸٬۵۸۸ نفر جمعیت دارد.